# Plac Niepodległości w Kórniku
Plac Niepodległości – centralny plac w Kórniku.
Jego zabudowę stanowią kamienice z XVIII i XIX w.
Znajdują się tutaj m.in. Ucho Igielne i ratusz.